# Monumente epigrafice bulgare

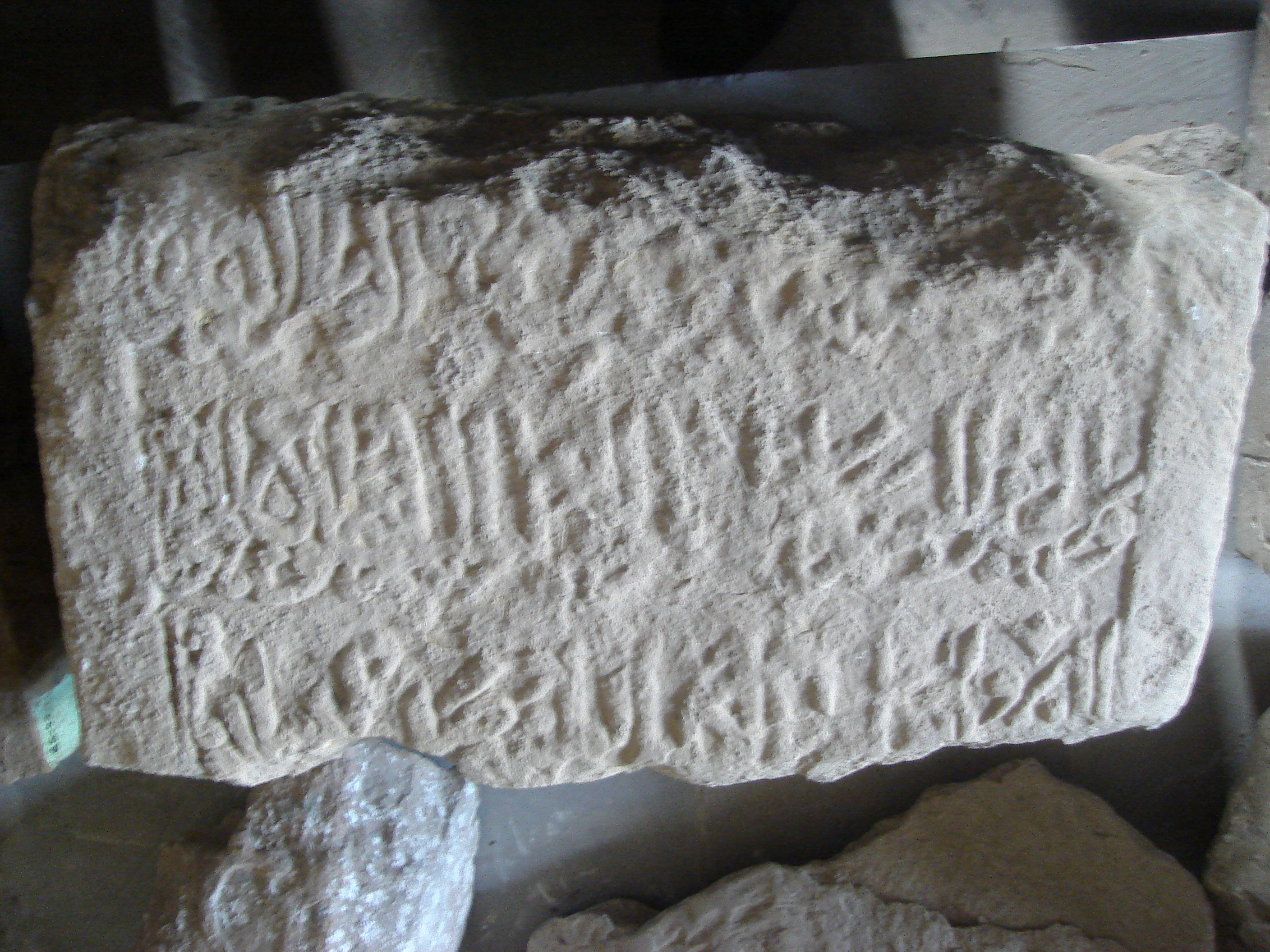
Un fragment de piatră funerară din așezarea bulgară.

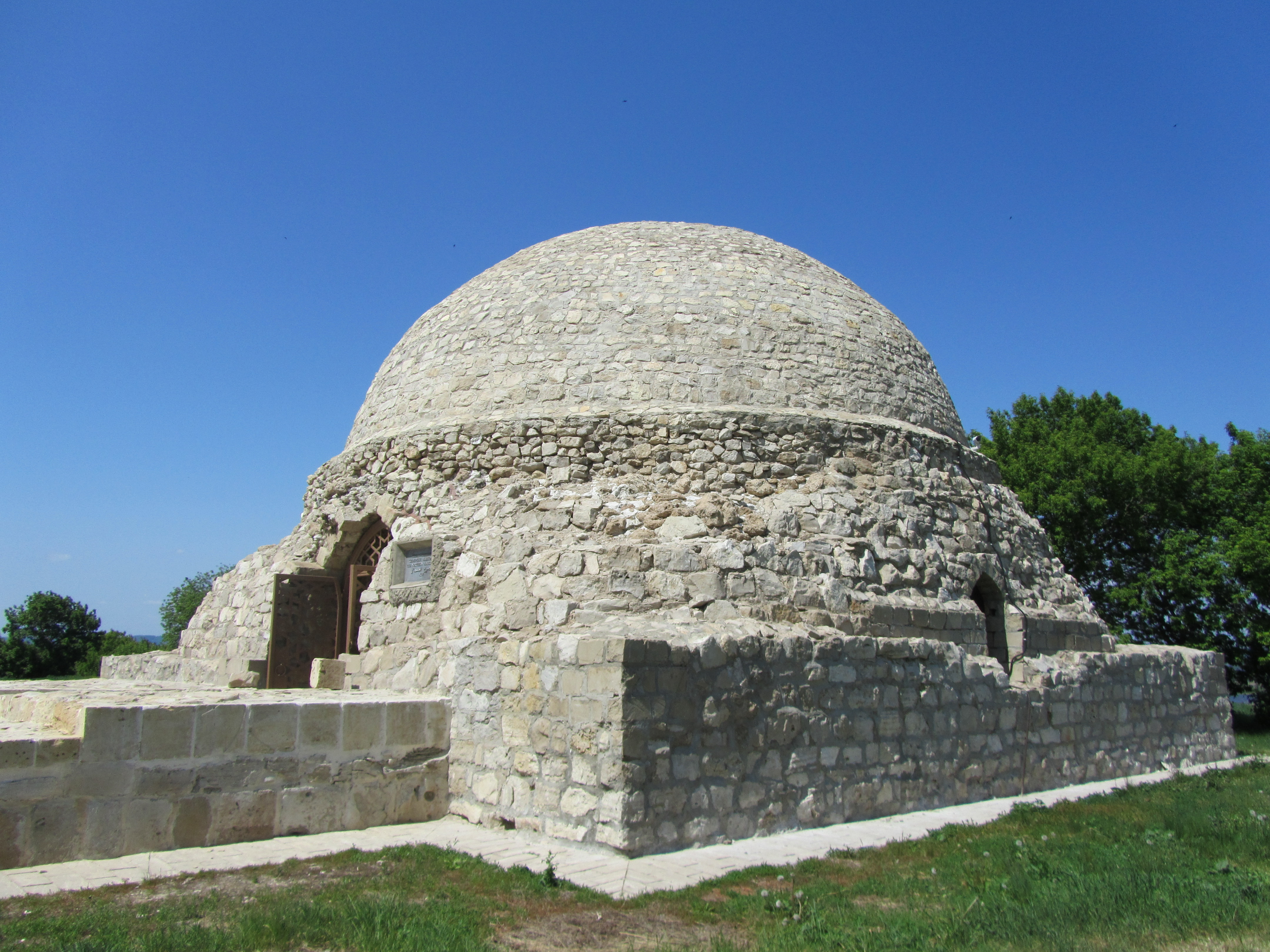
Mausoleul de nord din secolul al XIV-lea din așezarea bulgară. În interiorul acestei clădiri sunt adunate și expuse pentru vizionare 26 de pietre funerare din secolele XIII–XIV. Încă două pietre funerare sunt expuse la Muzeul Civilizației Bulgare.

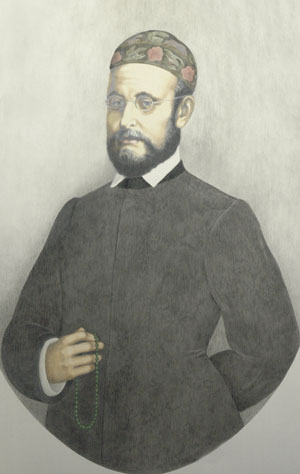
Husain Faizkhanov (1823 sau 1828 – 1866) a fost primul care a oferit o lectură a monumentelor epigrafice bulgare folosind date lingvistice civașe (1863).

Monumentele epigrafice bulgare (în ciuvașă Пăлхар эпиграфика палăкĕсем, în tătară Болгар эпиграфика табылдыклары) sunt pietre funerare cu inscripții (epitafuri) din secolele al XIII-lea–al XIV-lea, aflate pe teritoriul fostului ulus bulgar⁠(d) al Hoardei de Aur. Pietrele funerare identificate pot fi împărțite în mai multe categorii. Dintr-un punct de vedere „civilizațional”, acestea includ:
- Cele musulmane,[5] :175–182 arabografice, dintre care în prezent există aproximativ 400 de piese;
- Armenești,[2] :60–61[6] având propriul sistem de scriere, în număr de 5 exemplare și câteva fragmente mai puțin clare. Acestea conțin și litere arabe.

Pietrele funerare musulmane pot fi clasificate, la rândul lor, în funcție de limbă:
- doar cu text în limba arabă;
- având, pe lângă arabă, un text într-o limbă turcică

În funcție de tipul limbii turcice, ultima grupă de monumente este împărțită astfel:
- pietre funerare în limba turcă limbajul r (acest grup este cel mai mare);
- pietre funerare în limba turcă z

Există, de asemenea, o clasificare bazată pe aspectul monumentelor, în conformitate cu trăsăturile lor artistice – stilul 1 și stilul 2.
Pietrele funerare din primul stil au de obicei text în limba z, iar cele din al doilea stil – text în limba p. Prin urmare, inițial s-a considerat că această clasificare acoperă toate caracteristicile într-un mod complex. Există însă și excepții de la această corespondență.:12,23

## Istoria studiului
Studiul monumentelor epigrafice bulgare are o istorie de trei secole. Începutul a fost marcat de decretul lui Petru I din 1722, după ce acesta ar fi vizitat personal o astfel de așezare bulgară.
În 1831, orientalistul J. Klaproth⁠(d) a publicat pentru prima dată epitafuri bulgare. Și în 1863, H. Faizhanov a citit inscripțiile, bazându-se pe date din limba ciuvașă. El scria în articolul său:  :31–32
Expresia JIATI JUR de pe multe pietre funerare bulgare atrage o atenție deosebită. În fotografiile mele, această frază este foarte clară, așa că semnele sunt amplasate astfel: JIATI JUR. Această expresie este considerată de regulă a fi una din arabă, tradusă ca «venirea oprimării», și dându-i înțelesul dintr-o epocă deosebită, se calculează din valoarea numerică a literelor anul 623. După părerea mea, o asemenea explicație nu are cum să fie corectă... Fără a ne aventura cu presupuneri, nu ar trebui să citim doar JIATI JUR, adică JIТI JUZ? Interpretarea mea este susținută de obiceiul tătăresc de a pronunța litera I de la început ca pe J... Cât despre litera R, folosită în loc de Z în cuvântul ҖҮR, ea poate fi explicată în parte prin claritatea (ca în cuvântul SKR, adică SIKEZ) înțelesului chiar și fără punct, și în parte de utilizarea numeralelor ciuvașe pe epitafurile din acea vreme.
1. ↑  Мухаметшин Д. Г. Yusupov and the problems of Tatar epigraphy. Arhivat în 15 septembrie 2023, la Wayback Machine. // Volga region archeology.
2014, №4(10)
2. 1 2 3  Мухаметшин Д. Г., Хакимзянов Ф. С. Эпиграфические памятники города Булгара Arhivat în 7 mai 2021, la Wayback Machine.. Казань: Таткниго- издат, 1987. 128 с. (See also на другом электронном ресурсе Arhivat în 15 septembrie 2023, la Wayback Machine. — сайт Чувашского государственного институьта гуманитарных наук)
3. ↑  Татарская эпиграфическая традиция. Булгарские эпиграфические памятники XIII–XIV вв. Кн. 1. Arhivat în 17 iunie 2023, la Wayback Machine. / Авт.-сост.: И.Г. Гумеров, А.М. Ахунов, В.М. Усманов. – Казань: ИЯЛИ им. Г. Ибрагимова, 2021. – 160 с. ISBN 978-5-93091-410-8
4. ↑  Татарская эпиграфическая традиция. Булгарские эпиграфические памятники XIII–XIV вв. Кн. 2. Arhivat în 15 septembrie 2023, la Wayback Machine. / Авт.-сост.: И.Г. Гумеров, А.М. Ахунов, В.М. Усманов. – Казань: ИЯЛИ им. Г. Ибрагимова, 2021. – 160 с. ISBN 978-5-93091-411-5
5. ↑  Измайлов И.Л Средневековые булгары: становление этнополитической общности в VIII – первой трети XIII века. Arhivat în 15 septembrie 2023, la Wayback Machine. – Казань: Институт истора.ии им. Ш. Марджани АН РТ, 2022. – 736 с.; 16 с. ил. ISBN 978-5-94981-383-6
6. ↑  Малышев А. Б. Армяне в этнокультурных взаимодействиях на территории Золотой Орды Arhivat în 9 iulie 2021, la Wayback Machine.. // Известия Саратовского университета. Новая серия. Серия История. Международные отношения. 2016. Том 16, вып. 3. — С.257–258